# 長屋王の変
長屋王の変（ながやおうのへん）は、奈良時代初期の神亀6年（729年）2月に起きた政変。藤原氏による、皇親の大官である長屋王の排斥事件とされている。

## 前史

### 辛巳事件
神亀元年（724年）2月4日、24歳になった首皇太子は元正天皇から譲位を受けて即位し、聖武天皇となった。同時に即位に伴なう叙位任官で、皇親の長屋王は従二位右大臣から正二位左大臣になったが、2日後に出された勅で天皇の母である宮子夫人を「大夫人」（おおみおや）と尊称せよ、とあった。
これに対し、左大臣に就任したばかりの長屋王らは、翌月以下のように申し出た。
「二月四日の勅を伏して見ると、藤原夫人は天下みなこれ大夫人と称せよとのことでございますが、臣ら、謹んで公式令を調べますれば、称号は皇太夫人と称することになっています。先頃の勅号を奉じますと、皇の文字が失われ、また令によりますと、違勅になることを恐れます。いかに定めればよいのか分かりませんので、伏してお指図を仰ぎたいと思います」
天皇は詔を出し、文章では、「皇太夫人」とし、読むときは「大御祖」（おおみおや）とし、先の勅を退けることにした。
この事件は辛巳事件と呼ばれ、長屋王が聖武天皇および藤原氏から好ましくない人物とみられる一因になったと思われる。
その後、数年、表だっては何事もなく過ぎ去り、中納言巨勢邑治の病没、藤原武智麻呂の妻の伯父にあたる阿倍広庭が参議に加わり、長屋王の側にいた大伴旅人は大宰帥として九州に赴任させられている。

### 基皇太子の誕生と夭折
神亀4年（727年）閏9月、藤原四兄弟の妹で聖武の夫人であった光明子（安宿媛）は贈太政大臣藤原不比等邸で皇子を生んだ。天皇は喜び、1週間後に天下に布告し、大辟の罪（死罪）以下の罪を
免じ、百官に物を賜り、皇子と同日に生まれた子には、布1端、綿2屯、稲20束を与えることにした。さらに、親王以下、左右の大舎人・兵衛・授刀舎人・中宮舎人・雑工舎人・太政官家の資人・女孺に至るまで、身分に応じて物を与えている。その1ヶ月後には、太政官と八省は、皇子の誕生を祝賀し、皇子のための玩好物（おもちゃ）を献上し、盛大な祝宴が開かれた。同日、天皇は詔を発し、生後間もない皇子を皇太子にすることを決定した。翌日、僧綱と僧尼90人が、表を奉って、皇子の誕生を祝賀した。しばらくして、従二位大納言の多治比池守は、百官の史生以上のものを率いて、故太政大臣邸へ赴き、皇太子を拝見した（この中に長屋王の名前は入ってはいない）。その1週間後、皇太子を出産した夫人、安宿媛に食封1000戸が与えられた。
その翌年の同5年（728年）7月、三品の新田部親王に明一品が与えられたが、翌月、親王の統率下にあった授刀舎人寮が切り離され、拡大改組されて中衛府となり、大将・少将・将監・将曹の四等官以下、府生6名、番長4名、中衛300人、使部以下若干名を置いた。その職掌は常に内裏にあり、天皇の周囲を警備することで、天皇の親衛隊ともいうべき役割であった、初代大将として藤原房前が任命されている。しかし、その頃になると、皇太子の病が治らず、天皇は三宝に頼り、観世音菩薩像177体を作らせ、観音経177部を写し、仏像を礼拝し、経典を転読して、一日行道を行った、という。その2日後には東宮へ皇太子の見舞いに行き、皇祖の諸陵に平癒祈願の幣帛（みてぐら）を奉らせている。
以上のような祈願の効果なく、皇太子は翌月、薨去した。数日後、平城宮の北部の那富山(那保山)に葬り、天皇は3日間廃朝した。皇太子は幼かったので、通常の葬礼は行わず、在京の官人以下朝廷に仕える人々と、畿内の人民らは白い喪服を3日間身につけ、畿内諸国の郡司らは挙哀を3日間続けた、とある。
このような状況の中、長屋王がどのような動静を行ったのかは定かではない。しかし、その翌年、事件が起こり、更なる悲劇が皇室に襲いかかる。

## 事件の経緯

### 続日本紀
『続日本紀』の記述によると、事件は神亀6年（729年）2月、左京の人で従七位下の漆部造君足と中臣宮処連東人が、「左大臣で正二位の長屋王がひそかに左道を学んで国家を傾けようとしています」と密告したことが事件の発端であった。朝廷はその夜のうちに、使を派遣して三関（不破関・鈴鹿関・愛発関）を固守させた。さらに式部卿従三位藤原朝臣宇合。衛門佐従五位下佐味朝臣虫麻呂・左衛士佐外従五位下津島朝臣家道・右衛士佐外従五位下紀朝臣佐比物らを遣わして、六衛府の兵を率いて、平城京左京三条二坊の長屋王の宅を取り囲んだ。
翌日、大宰大弐正四位上多治比真人県守・左大弁正四位上石川朝臣石足・弾正尹従四位下大伴宿禰道足をかりに参議とした。巳時（午前十時頃）、一品舎人親王・新田部親王・大納言従二位多治比真人池守・中納言正三位藤原武智麻呂。右中弁小野朝臣牛養・少納言外従五位下巨勢朝臣宿奈麻呂らを長屋王宅に派遣し、王の罪を糾問した。その時にどのようなやりとりがあったのかは伝わってはいない。
その次の日、王は自殺した。その室である吉備内親王と所生の皇子である従四位下の膳夫王・無位の桑田王・葛木王・鉤取王らも同じく自経した。そこで、家内（邸内）の人々を捉えて、左右の衛士府・兵衛府に監禁した。長屋王家出土の木簡によると、同家には多数の家政機関があり、多くの人々が所属していたという。
ちなみに、二品の吉備内親王の場合、正六位上相当の家令1人、正七位上相当の扶1人、従七位下相当の従1人、それぞれ大初位上相当の大書吏1人・少書吏1人であり、正二位の長屋王の場合、従六位上相当の家令1人、正八位下の従1人、それぞれ少初位上相当の大書吏1人・少書吏1人となる。長屋王邸宅からは家令・家扶・家従・少書吏などが発給した多くの文書様木簡が出土している。
王が自殺した翌日、使者を派遣して長屋王および吉備内親王の屍体を生馬山に葬った。天皇は勅で、「吉備内親王には罪はない。喪葬令の例に準えて送葬せよ。ただし、喪葬令8に定める鼓吹（鼓と大角・小角など）はやめておけ。その家令・帳内らは放免する。長屋王は犯した罪により誅にしたがったのだから、罪人といえども、その葬儀をいやしいものにしてはならない」とおっしゃった。
さらに全国の国司に向けて、長屋王の例をあげ、「3人以上が集まって何事かをたくらむのをないようにせよ」と勅を出し、2月12日の長屋王自尽の日にさかのぼって施行せよと命じた。
その後、外従五位下の上毛野朝臣宿奈麻呂ら7人は、長屋王との交流が深かったことを理由に流罪となった。そのほかの90人は放免された。
その翌日、石川石足は長屋王の弟の従四位上の鈴鹿王の宅に派遣され、「長屋王の昆弟（兄弟）・姉妹・子孫と妾らとの縁坐すべきものは、男女を問わずことごとく皆赦免する」と伝えた。この日、百官は大祓を行った。
さらに、左京・右京の大辟罪（死罪にあたる罪）を赦免し、長屋王のことによって徴発された百姓の雑徭を免除した。また告発者の漆部君足と中臣宮処東人に外従五位下を授け、封戸30戸、田10町を授けた。漆部駒長には従七位下を授けた。
そして、長屋王の弟・姉妹。さらに男女の子供らで生存するものに位禄・季禄・節禄などの禄を給することが認められた。
以上で、『続紀』における事件に関する記述は終了する。

### 日本霊異記
長屋王の死から90年あまりのちに成立した『日本霊異記』は、以下のような話を伝えている。
奈良の都で天下をお治めになった聖武大上天皇は、大誓願を起こし、天平元年（729年）2月8日に、左京の元興寺で大法会を行い、三宝を供養された。太政大臣正二位の長屋親王に勅して、衆僧に食事を捧げる役の長官に任じた。時に一人の沙弥があり、不作法にも供養（食事）を盛るところで、鉢を捧げてご飯を貰おうとした。親王はこれを見て、牙冊（象牙の笏）で沙弥の頭を打った。頭が割れて血が流れた。沙弥は頭を撫で、血を拭い、恨めしそうに泣いて、その場から姿を消し、行方も知れなくなった。時に法会の衆、道俗はひそかにささやいて、「不吉だ、よいことはない」と言った。
この2日後、親王を妬む人があって、天皇に讒言して「長屋親王は、社稷（国家）を傾けることを謀り、皇位を狙おうとしています」と申し上げた。天皇は非常に立腹して、軍兵を派遣してたたかわせた。親王は自ら思った「罪なくして捕らえられる。必ず死んでしまうのだろう。他人に殺されるよりは、自分で死んだ方がましだ」。そこで、自分の子や孫に毒薬を服させ、絞め殺した後、親王も薬を服して自害された。
天皇は、勅して親王の死骸を城外に捨て、（霊魂が復活することのないように）焼きくだき、河に散らし、海に放擲した。ただ親王の骨は土左国に流した。そうしたら、その国の百姓（人民）に死んでしまうものが多くなった。そこで百姓たちは恐れて、官に解を出して、「親王の毒気によって、国中の百姓が皆死んでしまうでしょう」と申し上げた。天皇はこれを聞き、親王の遺骨をもう少し都に近づけようと、紀伊国の海部郡（あまのこおり）の椒枡（はじかみ）（現在の和歌山県海草郡）の奥の島（現在の有田市の北西、海上にある沖の島）にお置きになった。
上記は長屋王に批判的な立場から描かれたものであるが、長屋王自身が僧尼からよくは言われなかったことは確かなことであり、養老6年（722年）の太政官奏によると、
大意「近頃、在京の僧尼は戒律を守らず、浅薄な知識しか持ち合わせないのに罪福の因果を説き、都裏の庶民を誘惑している。その結果、遂には他人の妻子まで、自ら髪を剃り刻膚し、室家を離れ親や夫を顧みることなく綱紀に懲りるころなく、一団となって乞食をし、あやしげなことを口走っている始末である。このような情況は是非とも禁断しなければならない」
とある。

### その後
その後、左京職長官の藤原麻呂は泉川で発見されたという甲の長さ5寸3分、幅4寸5分の亀を献上し、その甲には「天王貴平知百年」と読める文様があり、これをきっかけにして神亀6年は天平元年と改元され、さらに安宿媛の立后宣下が行われた。
しかし、天平初年は天候不順が続き、天変地異がしばしば起こり、天皇は自身の不徳を嘆き、詔勅を頻発するようになった。そして、同7年（735年）に大宰府で発生した天然痘が拡大し、8年（736年）から9年（737年）にかけて都に猛威をふるい、9年4月に房前、7月に麻呂と武智麻呂、8月に宇合の4兄弟が相次いで病死してしまったことから、長屋王を自殺に追い込んだ祟りではないかと噂されたという。
天平9年（737年）10月、天皇は平城宮の南苑に出御し、従五位下安宿王を従四位下に、無位黄文王を従五位下に、そして、円方女王・紀女王・忍海部女王を従四位下に昇叙した。この5人は長屋王の遺児であり、黄文王の初叙以外は、一挙に4階も位階が進められ、さらに忍海部女王は同年2月、安宿王は8月に従五位下になったばかりであった。この叙位は、当時の人々が長屋王の霊を鎮めるために行った政策であろうと推定される。
また、光明皇后の発願による天平8年（736年）の一切経（五月一日経）の書写事業も、長屋王に対する罪滅ぼしであった可能性が高い。光明皇后は、一時期、旧長屋王宅に住んだこともあった。
事件から十年ほどたった天平10年（738年）の秋、左兵庫少属従八位下大伴宿禰子虫が、上記の長屋王の誣告者である右兵庫頭外従五位下の中臣宮処東人を刀で斬り殺す、という事件があった。子虫は当初長屋王に仕えていて、すごぶる厚遇を受けていた。この時、たまたま東人と相並ぶ官司（左兵庫と右兵庫）に任命されていた。政事の間にともに囲碁をしていた（当時、官人や僧侶の間で囲碁はよく行われており、正倉院にも東大寺献物帳所載の木画紫檀棊局などが現存している）。話が長屋王のことに及んだので、憤って罵り、遂には剣を抜き、斬り殺してしまった。
『続日本紀』は「誣告」という語を用いており（闘訟律40条逸文には、謀反および大逆を誣告したものは斬刑であるとの記述がある）、長屋王の事件が『続紀』編纂の時代には冤罪であることが公然のものになっていた、ということである。

### 事件で処罰または死亡した人物
| 家系   | 氏名           | 官位           | 処罰内容               |
| ------ | -------------- | -------------- | ---------------------- |
| 皇族   | 長屋王         | 正二位・左大臣 | 自殺                   |
| 皇族   | 吉備内親王     | 二品           | 自殺（罪は認められず） |
| 皇族   | 膳夫王         | 従四位下       | 自殺                   |
| 皇族   | 桑田王         | 無位           | 自殺                   |
| 皇族   | 葛木王         | 無位           | 自殺                   |
| 皇族   | 鉤取王         | 無位           | 自殺                   |
| その他 | 上毛野宿奈麻呂 | 外従五位下     | 流罪                   |

## 考証
この冤罪事件については、岸俊男の説によると、藤原宮子の夫人尊称にさえ苦情を申し立てた長屋王が光明皇后の立后にも反対するだろうと、藤原四兄弟が思ったことが原因だろうと言われている。藤原氏としても、皇族や貴族の反対を押し切ってまで立后をする計画は最初からあったわけではなく、安宿媛は当時28歳であり、まだ皇子を生む可能性もあったわけである。それが一転した要因は、基皇太子の死の同年に、聖武天皇の夫人の一人である県犬養広刀自から安積親王が生まれたことにあった、という。広刀自の父は従五位下讃岐守の県犬養唐であり、藤原不比等の後妻の橘三千代の一族であったため、安積親王にも皇位継承権が生じたわけである。藤原氏の天皇との外戚関係は、県犬養氏にとってかわられる可能性があり、安宿媛を天皇か、天皇の分身にするには、皇后にしなければならなかったのである。青木和夫はさらに、長屋王が太政大臣になる可能性があったのではないか、とも述べている。
この理解は大幅において誤りはないものと思われるが、昭和61年（1986年）から平成元年（1989年）にかけての長屋王宅跡の発掘調査により、異なる解釈が生まれている。それは「長屋親王宮鰒大贄十編」と記された木簡を巡るもので、事件自体は藤原氏の陰謀であるとしても、長屋王の側にも謀反の嫌疑をかけられる条件があったのではないか、とするものである。
1. 長屋王の父、高市皇子は「後皇子尊」持統天皇により皇太子に準ずる待遇を受けており、王はその長子である。『続紀』本文にも、「長屋王は天武天皇の孫、高市親王の子、吉備内親王は日並知皇子尊（草壁皇子）の皇女なり」とある[24]。
2. 長屋王は、和銅5年（712年）に故文武天皇のために書写させた大般若経の願文に「長屋殿下」と記されている[50]。「殿下」は臣下が三后及び皇太子に上啓する場合の称号である。
3. 和銅8年（715年）2月には、王の室吉備内親王の所生の男女は皇孫の例にはいるという勅が出されている[51]。このことから、男女を問わず、天皇の血筋が重視されていたことが分かり、長屋王も親王待遇を受けることになった、と解釈できる。
4. 以上の事柄を総合すると、木簡および『日本霊異記』の「長屋親王」も皇室によって承認された称呼であろうと推測される[注釈 3]。

以上のような状況で、皇太子の夭逝が起こり、長屋王及び吉備内親王所生の皇子が有力な皇位継承者に浮上した可能性がある、となるわけである。
これに対して、河内祥輔は基本的な考え方には同意はするものの、辛巳事件・基皇太子の立太子、そして長屋王の変に「聖武天皇の意思」を見い出して単純に「藤原氏の陰謀」として解釈することには否定的である。河内は聖武天皇の政治的な弱点として母が非皇族で新興勢力の藤原氏出身であったことを指摘した上で、それを解消するために方策を取ろうとしたとしている。その1つは生母の藤原宮子に対する権威付けであり、もう1つは自分もまた藤原氏出身の后妃を迎えてその后妃が生んだ皇子に皇位を継がせることで「藤原氏を母に持つ天皇への皇位継承」を定着させようとしていたとする。しかし、これらの方策はことごとく失敗した上にその方策に反対したのが、血筋の面では聖武天皇よりも優位な立場にある四人の皇子を持つ長屋王だった。血筋において長屋王一家に劣等感を持つ聖武天皇の視点から見れば、たとえそれが過剰反応であったとしても聖武天皇自身と子孫の皇位継承を守るためには、長屋王と吉備内親王、そしてその所生の皇子たちを抹殺する必要があったとしている。反対に吉備内親王の血を引かない子供達やその他親族が処罰の対象にならなかったのは、彼らが聖武天皇の皇位にとっての脅威ではなかったからであるとしている。なお、河内は聖武天皇は藤原氏の血を引かない安積親王の立太子では自己の正統性の強化にはつながらないために消極的であり、光明子の立后に続いて藤原氏の血を引く2人の夫人（藤原北殿・藤原南殿）を宮中に入れているが、結果的には期待していた皇子が生まれることはなかったとみている。
なお、獄令7条に、五位以上、及び皇親が死刑にあたる罪を犯し、それが悪逆以上でない場合は、家で自尽することが認められている。長屋王の嫌疑は八虐第一の謀反にあたるため、自分の家での自尽は認められないことになるが、特例として許されたものとされている。『霊異記』では上述のように、子や孫に毒薬を飲ませた上で絞殺し、その後服毒自殺した、となっている。